# Ghost Shark – Die Legende lebt
Ghost Shark – Die Legende lebt ist ein US-amerikanischer Tierhorrorfilm von Regisseur Griff Furst aus dem Jahr 2013. Die Syfy-Produktion wurde in den USA erstmals am 22. August 2013 ausgestrahlt.

## Handlung
Als ein großer Weißer Hai zwei Fischern, die bei einem Angelwettbewerb mitmachen, die Beute wegfrisst, quälen die beiden den Hai fast zu Tode. Der Hai treibt verendend in eine verlassene Höhle, wo er durch schwarze Magie zum Leben erweckt wird und als durchsichtiger Geisterhai weiter sein Unwesen treibt. Der Hai kann sich nun überall materialisieren, wo sich Wasser befindet. Nachdem er sich an den beiden grausamen Fischern und dem Bootsführer gerächt hat, greift er eine Gruppe von Teenagern an, die zum Baden an den Strand fuhren. Darunter Ava Conte, ihre Schwester Cicely und Cameron. Niemand glaubt den Jugendlichen und so zieht der Hai eine Spur der Gewalt durch das verschlafene Fischernest Smallport.
Ava Conte kommt schließlich mit Hilfe des mysteriösen, alkoholkranken Leuchtturmwärters Finch hinter das Geheimnis der Bestie: Die Höhle wurde von Indianern angelegt und schon früher dazu benutzt, Tote wiederzuerwecken. Die einzige Möglichkeit, den Hai zu vernichten, besteht darin, ihn erneut mit der Waffe zu erlegen, die ihn getötet hat. Ein Pfeil aus der Harpune der Fischer erweist sich jedoch als unbrauchbar. Tatsächlich wurde der Hai durch eine Handgranate getötet. Ava beschließt, die Höhle in die Luft zu jagen. Dies gelingt ihr tatsächlich. Der Fluch ist aufgehoben und der Hai vernichtet.

## Hintergrund
Ghost Shark ist eine Produktion des Fernsehsenders SyFy und hatte seine US-Premiere am 23. August 2013. Als Vorfilm verwendete Syfy den ähnlich gelagerten Sharknado – Genug gesagt!, ebenfalls eine Produktion des Senders und Auslöser einer Reihe von Trashfilmen nach dem Vorbild des großen Tierhorror-Klassikers Der weiße Hai vermischt mit möglichst unglaubwürdigen und fantastischen Motiven. Regie führte Griff Furst, als Drehbuchautor war Paul A. Birkett verantwortlich. Beide gehören zur Stammbesetzung des Senders und arbeiteten schon gemeinsam am Spinnen-Horrorfilm Arachnoquake. Ebenso befinden sich viele Stammschauspieler des Senders im Cast, unter anderem Richard Moll als Leuchtturmwärter Finch.
Der Film erschien in Deutschland über Eurovideo am 30. Oktober 2013 auf DVD. Die DVD ist wegen ihrer Extras ab 18 Jahren freigegeben, der eigentliche Film, der einige Splattereffekte enthält, ist allerdings ab 16 Jahren freigegeben. Am 26. Februar 2014 folgte die Premiere auf dem Pay-TV-Sender Syfy und am 4. April 2015 die Erstausstrahlung im Free-TV auf Tele 5.
2014 wurde mit Ghost Shark 2: Urban Jaws eine Fortsetzung gedreht.

## Rezeption
Die Kritiker zeigten sich von den Trash-Qualitäten des Films überzeugt und verglichen ihn mit Sharknado. Er habe nur nicht den gleichen Internet-Hype gehabt, sei aber im Großen und Ganzen ähnlich amüsant.